# 谷村聡美
谷村 聡美（たにむら さとみ、1993年1月1日 - ）は、日本の女優・タレント。血液型A型。2004年にキリンプロからトヨタオフィスへ移籍。東京都出身。

## 主な出演作

### バラエティ
- クイズ!バーチャQ（テレビ朝日）

### テレビドラマ
- ビッグウイング（2001年、TBS）
- 仮面ライダーアギト（2001年、テレビ朝日）
- ランチの女王（2002年、フジテレビ）
- 新・天までとどけ4（2003年、TBS）
- 火曜サスペンス（2004年、TBS）

### CM
- 不二家
- ケンタッキーフライドチキン
- カルピス
- ハウス食品 バーモントカレー
- トヨタ・カローラスパシオ
- トヨタ・カローラノア
- ワゴンR
- NTT西日本
- おじゃまじゃドレミ
- 東京ディズニーシー

ほか

### 雑誌
- 小学館の学年別学習雑誌（『小学一年生』 - 『小学四年生』）
- レモンティーン（アイドル雑誌）

### プロモーションビデオ
- 大黒摩季「雪が降る前に」